# Ronnie Wood
Ronald David Wood, också känd som "Ronnie Wood", "Ron Wood" och "Woody", född 1 juni 1947 i Hillingdon i London, är en brittisk gitarrist, basist och konstnär. 
Wood spelade i början av sextiotalet med grupperna The Birds och The Creation. Han gick därefter vidare till Jeff Beck Group, där han spelade bas, och blev sedan en riktig kändis med gruppen Faces. Wood spelar sedan 1974 gitarr i The Rolling Stones, där han ersatte Mick Taylor.
Woods självbiografi Ronnie utkom i svensk översättning på förlaget BTM Books 2009. Boken mottog goda recensioner.

## Biografi

### Uppväxt och tidig karriär
Ronnie Wood föddes 1947 i Hillingdon i Greater London som son till Arthur "Archie" och Mercy Leah Elizabeth Wood. Föräldrarna var båda av romsk härkomst och livnärde sig som "sjözigenare" (Woods egen formulering) och fick tre söner: Arthur (född 1937), Ted (född 1939) och Ron. Ronnie Wood och hans bröder var de första i släkten som föddes på land. Familjen kom efter barnens födelse att lämna sjön och bosatte sig på Whitethorn Avenue 8 i Yiewsley, nära flygplatsen Heathrow. Bostaden, som bestod av fyra rum samt ett förråd (vilket kom att bli Woods sovrum), hyrdes av familjen under de nästkommande femton åren. En stor del av släkten bodde också i samma område. Familjen levde påvert leverne. Under efterkrigstidens ransoneringar brukade modern köa flera timmar för att kunna köpa socker, ägg och en banan, som hon sedan skämde bort barnen med.
Ronnie Wood var under sin uppväxt omgiven av musikaliska förebilder. Fadern spelade munspel och piano och familjen brukade samlas kring pianot varje söndag. Under släktsammankomster tog släkten med sig alla möjliga instrument. Woods första instrument var en tvättbräda, ett instrument han behärskade så pass bra att han fick vara med på en spelning med brodern Ted Woods band Candy Bison Sciffle Group. Ronnie Wood var då nio år gammal. Han kom senare att få sin första gitarr av brodern Art Wood och lärde sig snabbt att spela.
Wood kom alltmer att influeras av brödernas musiksmak. Art Wood köpte en grammofon till Ronnie Wood och den allra första skiva han ägde var Big Joe Williams av Count Basie. Andra artister som spelades i hemmet var bl.a. Big Bill Broonzy (som Wood listar som en av sina största influenser), Louis Armstrong, Jerry Lee Lewis, Sidney Bechet, Fats Domino, Leadbelly och Chuck Berry. Den sistnämnda har Wood beskrivit som "en av de mest fantastiska knäppskallarna på den här planeten". Såväl Chuck Berry som Fats Domino har Wood senare lärt känna personligen i vuxen ålder.
Ronnie Woods bror Art Wood startade Englands första R&B-grupp, i vars uppsättning Charlie Watts ingick. Bandet spelade ofta på Ealing Club i London, som snart kom att bli navet i den framväxande R&B-scenen i landet. Art Wood spelade under denna tid även tillsammans med Mick Jagger. Efter en tid lämnade även Charlie Watts bandet för att satsa på ett pausband vid namn The Rolling Stones.
Efterhand började även Wood spela i ett band vid namn The Thunderbirds, efter Chuck Berry-låten "Jaguar and the Thunderbird", där han spelade gitarr och sjöng på vissa låtar. Bandets repertoar bestod mestadels av Motown-kompositioner. Efter ett tag gjorde bandet sig ett namn lokalt och spelade ofta på olika scener. Under denna tid råkade Wood ut för en personlig tragedi då hans barndomsförälskelse Stephanie de Court omkom i en bilolycka på väg till en av bandets spelningar. För att döva smärtan efter hennes bortgång började han att dricka.
The Thunderbirds fortsatte att spela men kom snart att byta namn till The Birds, efter en kontrovers med bandet Chris Farlowe and the Thunderbirds, som tyckte att Woods bandnamn var alltför likt deras. De fick även kontakt med en manager, Leo de Klerk, som i Woods tycke var skrytsam och inte var alltför seriös. The Birds fick emellertid en fast spelning varje måndag på 100 Club, som förutom The Birds även huserade band såsom Jeff Beck (som Wood dock inte träffade under denna tid, men kom att lära känna senare). I samma veva träffade Wood Bo Diddley, som snabbt valde The Birds som kompband för sin spelning på 100 Club. Diddley och Wood kom snabbt att utveckla en vänskap som skulle visa sig bli livslång.
The Birds växte sig allt större som band och gjorde sig ett rykte som ett utomordentligt liveband. Wood skrev sin första The Birds-komposition, låten "You're on My Mind", som spelades in tillsammans med ett flertal andra låtar. Inspelningen drog Deccas uppmärksamhet till sig, som kontrakterade bandet. Kontraktet ledde till ytterligare inspelningsmöjligheter och via en TV-sänd rockbandstävling tog sig låten "Next in Line" in på Englandslistan. Nu uppstod ytterligare ett bandnamnsproblem: The Birds var slående likt namnet på det amerikanska bandet The Byrds, som samtidigt hade en hit med Bob Dylan-kompositionen "Mr. Tambourine Man". The Byrds hotade med att vidta juridiska åtgärder för att få The Birds att ändra namn, men lyckades inte med detta. Händelsen ledde endast till att The Birds fick ytterligare publicitet och bandet hamnade bl.a. på framsidan av den då välkända musiktidningen Melody Maker. Bandets manager, Leo de Klerk, fixade i samband med detta in The Birds som statister i filmen The Deadly Bees.
1965 träffade Wood Rod Stewart och de två blev snabbt vänner. I samma veva hörde även Mick Jagger av sig till Wood och ville att denne skulle medverka på en inspelning av en P.P. Arnold-skiva som Jagger producerade. Wood tackade ja och kom att spela bas på inspelningen, vilket var första gången han spelade instrumentet (något han inte sade till Jagger eftersom han trodde att han då skulle gå miste om chansen). Det var under denna inspelning som Wood träffade Keith Richards för första gången, ett möte under vilket Wood råkade spilla ut en drink över Richards. Wood har beskrivit Richards som "svinet som skulle bli min livslånga vävarkumpan, bror och kompis".
I samband med ett nyårsgig i december 1965 mottog bandet själva sitt gage, ett jobb som managern de Klerk normalt skötte åt dem. Gaget uppgick till inte mindre än tusen pund, vilket var avsevärt mycket mer än vad de normalt brukade få. De förstod snabbt att de Klerk hade undanhållit dem pengar från tidigare spelningar och sparkade därför honom. Bandet skaffade en ny manager, Robert Stigwood, som övertalade bandet att byta namn till The Birds-Birds. Namnbytet ledde emellertid inte till några nya framgångar och förvirrade fansen. Mot slutet av 1966 upplöstes The Birds-Birds och medlemmarna gick skilda vägar. De flesta källor brukar emellertid ange 1967 som det år då bandet officiellt upplöstes.

### The Jeff Beck Group
Wood hade vid upprepade tillfällen sett bandet The Yardbirds live, i vilket Jeff Beck spelade. När Wood hörde att Beck lämnat bandet ringde han upp honom, varpå Beck föreslog att de två skulle starta ett band tillsammans. Under 1967 års två första månader repade bandet, som förutom Beck och Wood även bestod av Rod Stewart på sång och trummisen Mickey Waller, och gav sig därefter ut på turné. Beck ansåg att hans naturliga roll i bandet var som gitarrist och kände sig därför hotad av att Wood också aspirerade på den posten. Som ett resultat av detta föreslog Beck att Wood skulle spela bas, något som han accepterade.
Bandet fortsatte att turnera. Under en USA-turné spelade de bl.a. på legendariska Filmore East i New York. Under flera spelningar gästades gruppen av bl.a. Jimi Hendrix. På turnén umgicks de även med Sly & the Family Stone, Jethro Tull och The Who. I samma veva erbjöds Wood platsen som gitarrist i gruppen som beskrevs som det nya Yardbirds, men tackade nej. Platsen gick istället till Jimmy Page och gruppen kom senare att heta Led Zeppelin.
I mars 1969 fick Wood (och Mickey Waller) sparken från Jeff Beck Group. Som anledning angavs att Beck ville ha en ny rytmsektion. Inte långt efteråt kontaktades Wood av Kenny Pickett som ville ha med Wood i det återupplivade bandet The Creation. Wood accepterade förfrågan, men samarbetet kom att bli kortvarigt och efter en Tysklandsturné upplöstes bandet. Väl hemkommen från turnén kontaktades Wood av Becks manager, Peter Grant, som förklarade att den nya rytmsektionen inte hade fungerat och att han ville ha tillbaka Wood och Waller i bandet. Wood accepterade, men på villkoret att han skulle få två tusen pund i veckan, vilket han också fick. Tillbaka i bandet upplevde Wood Beck som svår att ha att göra med.
Relationerna inom The Jeff Beck Group blev alltmer ansträngda. Trots detta begav sig bandet ut på ytterligare en USA-turné. Turnén var tänkt att vara i tre månader, men efter bara tre veckor, två veckor innan de skulle spela på Woodstockfestivalen, gav bandet upp och återvände till England. Wood och Stewart lämnade därefter bandet.
Wood medverkade på två skivor med The Jeff Beck Group: Truth 1968 och Beck-Ola 1969.

### Faces

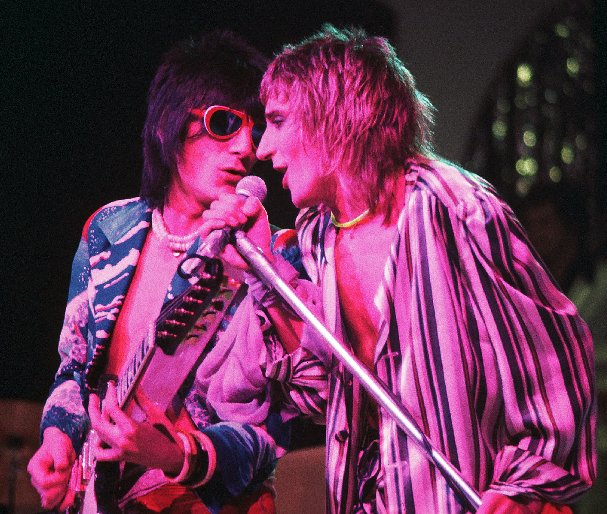
Ron Wood och Rod Stewart i Faces 1975

Faces (ibland The Faces) bildades ur bandet Small Faces, när sångaren Steve Marriott beslutade sig för att lämna bandet 1969 för att i sin tur bilda bandet Humble Pie. Faces bildades officiellt i mars 1969, alltså när Wood fortfarande var kontrakterad och spelade tillsammans med The Jeff Beck Group. Efter Marriotts avhopp kontaktade Wood de kvarvarande medlemmarna i bandet, varpå de beslöt sig för att repetera tillsammans. I anslutning till detta behövde Woods bror Art Wood studiomusiker till sin nästkommande skiva. Resultatet blev att Art Wood, Ronnie Wood, Rod Stewart och de kvarvarande Small Faces-medlemmar gick in i studion. Gruppen fick namnet Quiet Melon, men skulle senare visa sig att bli ett kortvarigt projekt då Art Wood hoppade av bandet, eftersom han tröttnat på musikindustrin.
Faces kom snabbt att bli ett stort namn i rockvärlden. Bandet fick också ett rykte om sig att vandalisera hotellrum, vilket resulterade i att inga hotell ville ta emot bandet. För att kringgå denna problematik började bandet att använda andra bandnamn för att boka rum, till exempel The Grateful Dead och Fleetwood Mac.
Mellan turnéerna bodde Wood i London. Han hyrde ett hus, som ägdes av P. P. Arnold, tillsammans med Jimi Hendrix. De båda kom att bli goda vänner och Hendrix visade  Wood hur han kunde spela gitarr både höger- och vänsterhänt. Hendrix gav två skivor till Wood: James Browns Live at the Apollo och BB Kings Live at the Regal. Wood har sagt att de två skivorna hjälpte honom att bli en bättre gitarrist, något han dock aldrig sade till Hendrix. De två umgicks kvällen innan Hendrix dog 1970.
Wood spelade in fem skivor med Faces: First Step (1970), Long Player (1971), A Nod Is as Good as a Wink...To a Blind Horse (1971), Ooh La La (1973) samt liveskivan Coast to Coast: Overture and Beginners (1974). Bandet upplöstes i september 1975, dels på grund av att Rod Stewarts solokarriär på allvar tagit fart (Faces turné annonserades som Rod Stewart and Faces, något som förargade övriga bandmedlemmar), dels på grund av att Ronnie Lane lämnade bandet.

### The Rolling Stones

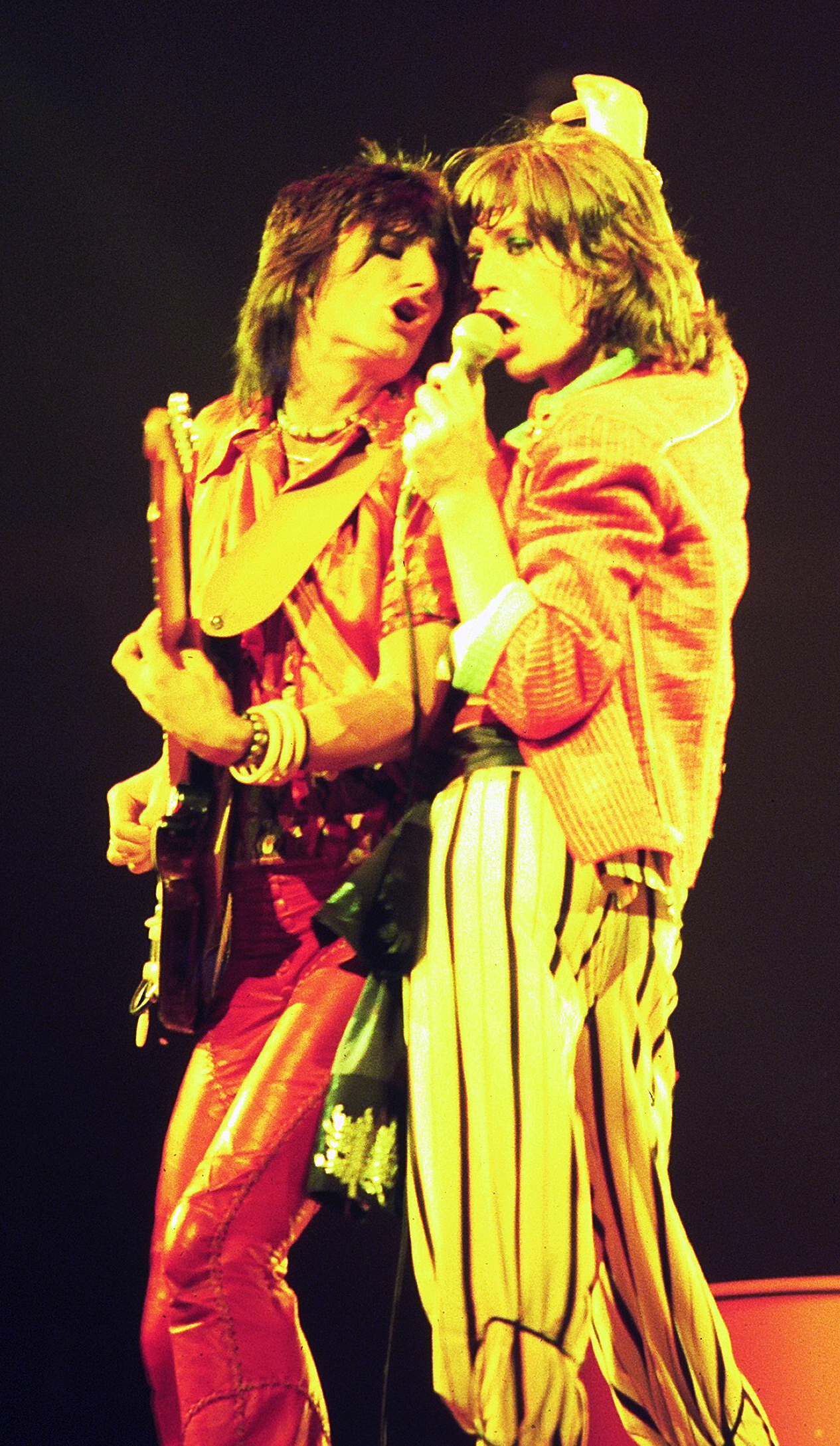
Ron Wood och Mick Jagger i Rolling Stones 1975.

I slutet av 1974 bestämde sig gitarristen Mick Taylor för att lämna The Rolling Stones. Efter att ha testat olika ersättare föll valet på Wood. Trots att Wood fortfarande spelade med Faces gav han sig ut på turné med The Rolling Stones sommaren 1975, något som ledde till kontroverser inom Faces. I februari 1976 blev Wood officiellt medlem i The Rolling Stones.
Wood var dock tilltänkt som gitarrist i The Rolling Stones långt tidigare. När bandet sökte en ersättare för den avlidne Brian Jones 1969 ringde Mick Jagger till Wood. Denne var dock inte anträffbar och istället svarade Ronnie Lane i telefonen. Lane meddelade att Wood var nöjd med sin plats i Faces och platsen som gitarrist i The Rolling Stones gick istället till Mick Taylor. Wood fick veta detta först fem år senare.
Woods första skiva med The Rolling Stones blev 1976 års Black and Blue. Han har alltsedan dess varit en stadigvarande medlem och medverkat på samtliga inspelningar av bandet.

### New Barbarians
The Rolling Stones beslutade sig 1979 för att inte turnera det året, något som var ovanligt. Detta gav bandmedlemmarna utrymme att satsa på sina andra projekt. Som ett resultat av detta startade Wood bandet The New Barbarians tillsammans med Keith Richards, Stanley Clarke, Ian McLagan och Joseph Zigaboo Modeliste. Bandnamnet var Neil Youngs förslag. Han kände till ett band i Kanada som hette Barbarians. Young föreslog, inspirerad av detta, att Wood skulle kalla sitt för New Barbarians.
Inte långt efter att bandet bildats gav de sig ut på en turné, vars premiär förlades till Oshawa i Ontario 22 september 1979. Turnén blev en framgång och bandet är det enda som sålt ut Madison Square Garden utan att dessförinnan ha släppt en skiva. Wood innehade den ledande rollen i bandet och planerade även turnén, vilket gjorde att låtarna från hans eget soloalbum ägnades stort utrymme under bandets konserter. Bandet spelade även Rolling Stones-låtar, till exempel "Honky Tonk Women" och "Jumpin' Jack Flash".
När Bandet skulle spela i Chicago förväntade sig publiken, som ett resultat av falska turnéaffischer, att Mick Jagger, Rod Stewart och Bob Dylan skulle dyka upp som gästartister. När dessa inte kom löpte publiken amok och förstörde interiören.
New Barbarians gjorde sin sista spelning i England 1979, som förband till Led Zeppelin. För att undvika att incidenten från Chicago skulle upprepas skrev bandet "vänta er inga gästframträdanden från Bob Dylan, Neil Young, Mick Jagger eller någon annan kändis det snackats om" på konsertaffischen.
New Barbarians släppte aldrig någon skiva under tiden de var aktiva, men 2006 utkom liveskivan Buried Alive: Live in Maryland, en inspelning som gjordes 5 maj 1979. Allmusic.com gav skivan 4,5/5 i omdöme.

### Solo

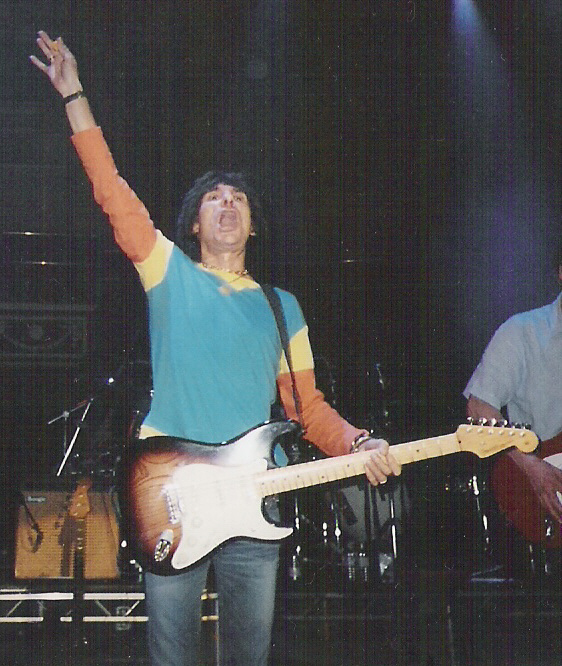
Wood på Ronnie Lanes minneskonsert 2004

Woods första soloskiva blev I've Got My Own Album to Do 1974. Skivan spelades in i Woods egen studio och gästades av bland andra Mick Jagger och George Harrison. Skivan åtföljdes av Now Look 1975 och Mahoney's Last Stand 1976. Efter tre år kom ytterligare ett album, Gimme Some Neck (1979). På sistnämnda skivan märks inte minst Bob Dylan-kompositionen "Seven Days", en låt som Dylan gav till Wood.
Wood fortsatte under 1980-talet att ge ut soloplattor. 1981 utkom skivan 1234, på vilken den då relativt bortglömde, men på senare år alltmer ihågkomne, låtskrivaren Jim Ford bidrog med flera låtar. Efter några års tystnad utkom liveskivan Live at the Ritz 1988.
Under 1990-talet gav Wood, precis som på 1980-talet, endast ut två skivor: Slide on This 1992 och liveskivan Slide on Live: Plugged in and Standing 1994. 2000-talet blev desto mer produktivt och Wood utgav inte mindre än fyra skivor mellan år 2000 och 2010: Live and Eclectic (2000), Not for Beginners (2002), The First Barbarians: Live from Kilburn (2007), I Feel Like Playing (2010).

### Konstnären Ronnie Wood

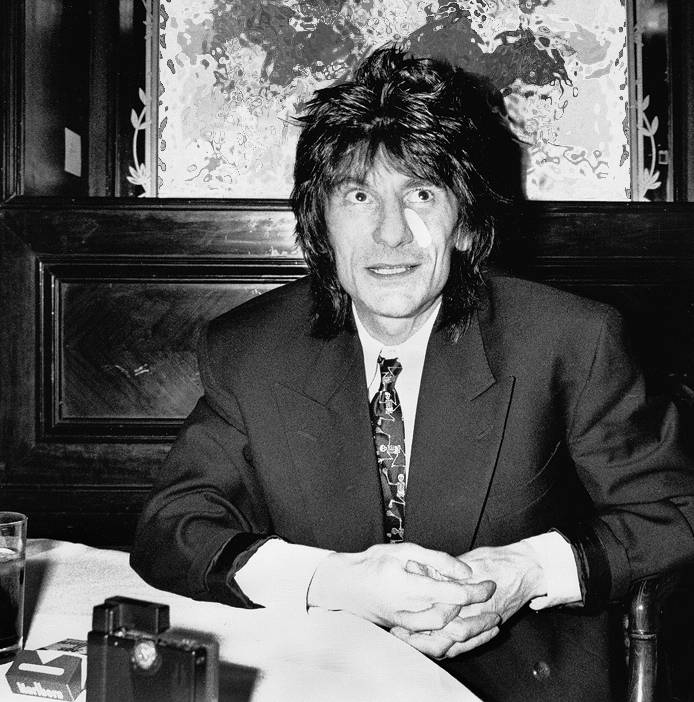
1988 var Ronnie Wood på sin vernissage med Popmotiv utställda på Hotell Cramer i Malmö.

Näst efter musiken har Wood tecknandet som sitt största intresse, något han hållit på med ända sedan han var liten. Han brukade skicka in teckningar till TV-programmet Sketch Club och när han var tio år visades hans teckningar upp i rutan. Några år senare vann han programmets förstapris för en teckning föreställande en förskräckt publik som tittade på en bioduk. Vinsten ledde till att han fick delta i en konstutställning. Wood hade sin första egna konstutställning 1984 i Dallas, Texas, USA.
När The Rolling Stones besökte Sverige på sin konsertturné 2003, så ställde Wood ut fyrtiofyra litografier på Birger Jarlsgatan 27 under namnet "Ronnie Wood Art Show". Arton av de fyrtiofyra litografierna föreställde medlemmar ur The Rolling Stones. 2005 medverkande Wood även på en konstutställning på Galleri Skåne i Mörarp. Utställningen, på vilken även Ulf Lundell och Elvis Presleys trummis DJ Fontana medverkade, innehöll fjorton av Woods litografier. 2012 visas några av hans verk på en samlingsutställning i galleriet Sliperiet i Borgvik. Leif Holmer Gallery/ Ekerum Konsthall har gjort ett flertal utställningar med Ronnie Wood och har ett samarbete fortfarande. Han konst visas varje år på Ekerum Konsthall på Öland.
Tidningen The Guardians konstkritiker Adrian Searle yttrade "Kändiskonst är nästan alltid en katastrof...Ronnie Wood är undantaget." efter att ha sett Woods målningar. Även andra tidningar, till exempel The Independent, stämde in i hyllningskören. De goda omdömena ledde till att Wood 2006 öppnade ett galleri i London.
I sin självbiografi Ronnie, översatt och utgiven på svenska 2009 på förlaget BTM Books, återfinns bilder på flera målningar och teckningar som Wood gjort genom åren.

## Diskografi (solo)
Studioalbum
- 1974 – I've Got My Own Album to Do
- 1975 – Now Look
- 1979 – Gimme Some Neck
- 1981 – 1234
- 1992 – Slide on This
- 2002 – Not for Beginners
- 2010 – I Feel Like Playing

Livealbum
- 1988 – Live at the Ritz
- 1994 – Slide on Live: Plugged in and Standing
- 2000 – Live and Eclectic
- 2007 – The First Barbarians: Live from Kilburn
- 2010 – Live in London: Ambassadors Theatre
- 2019 – Mad Lad: A Live Tribute to Chuck Berry
- 2021 – Mr. Luck – A Tribute to Jimmy Reed: Live at the Royal Albert Hall

Soundtrackalbum
- 1976 – Mahoney's Last Stand